# أزيتا غنيزادة
أزيتا غنيزادة (بالإنجليزية: Azita Ghanizada)‏ وهي ممثلة أفغانية أمريكية ولدت في يوم 17 نوفمبر 1970 في مدينة كابول عاصمة أفغانستان في الولايات المتحدة وهي ظهرت في عدد من المسلسلات التلفزيونية.

## روابط خارجية
- أزيتا غنيزادة على موقع IMDb (الإنجليزية)
- أزيتا غنيزادة على موقع قاعدة بيانات الفيلم (الإنجليزية)